# Артиллерийский катер

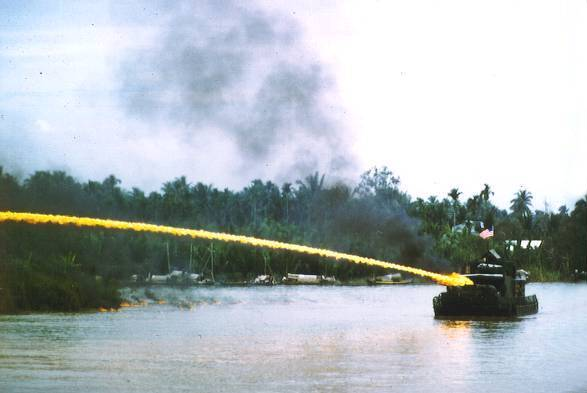
Стрельба из огнемёта с американского катера в войне во Вьетнаме

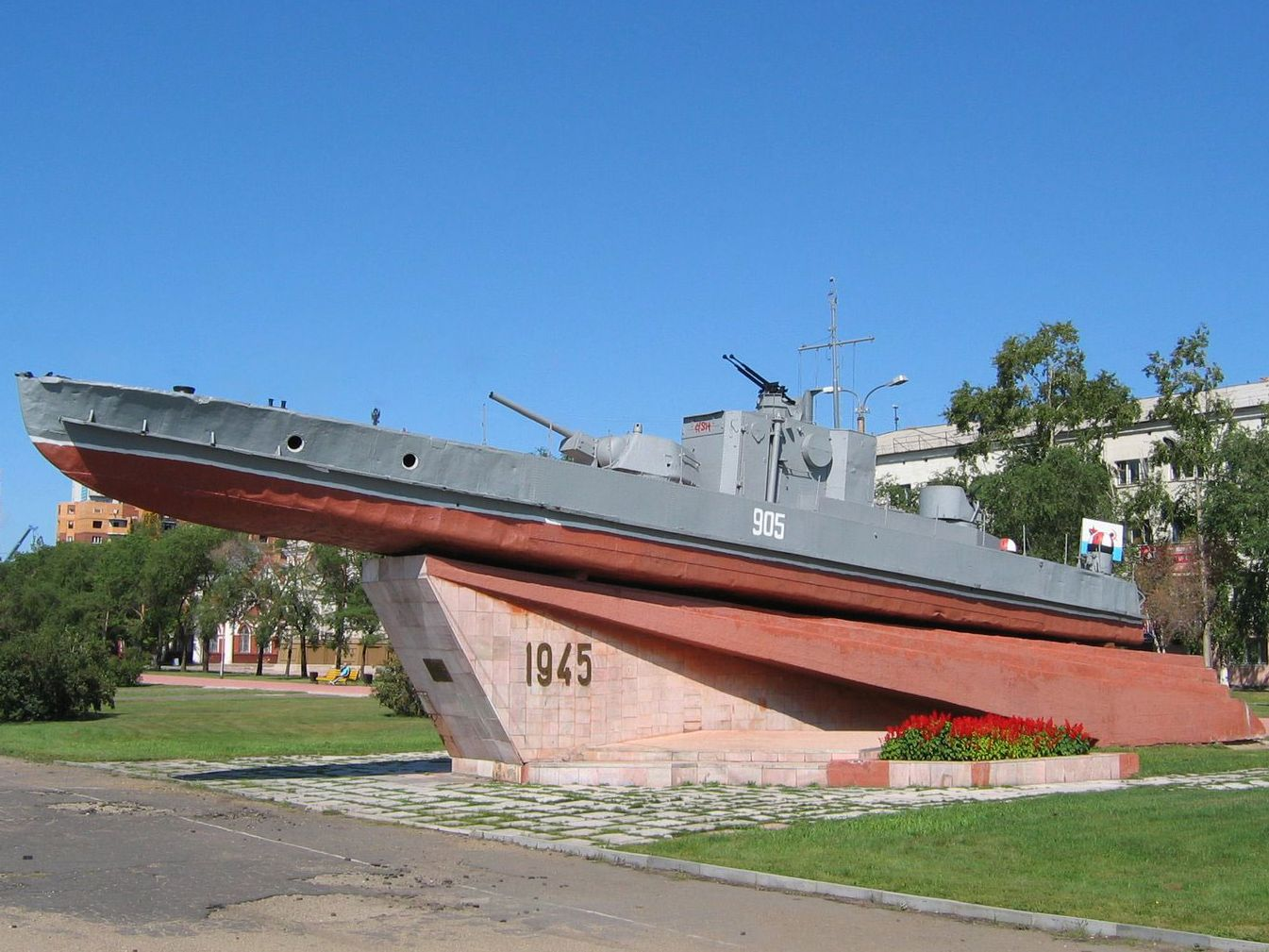
БКА проекта 1125 в Благовещенске

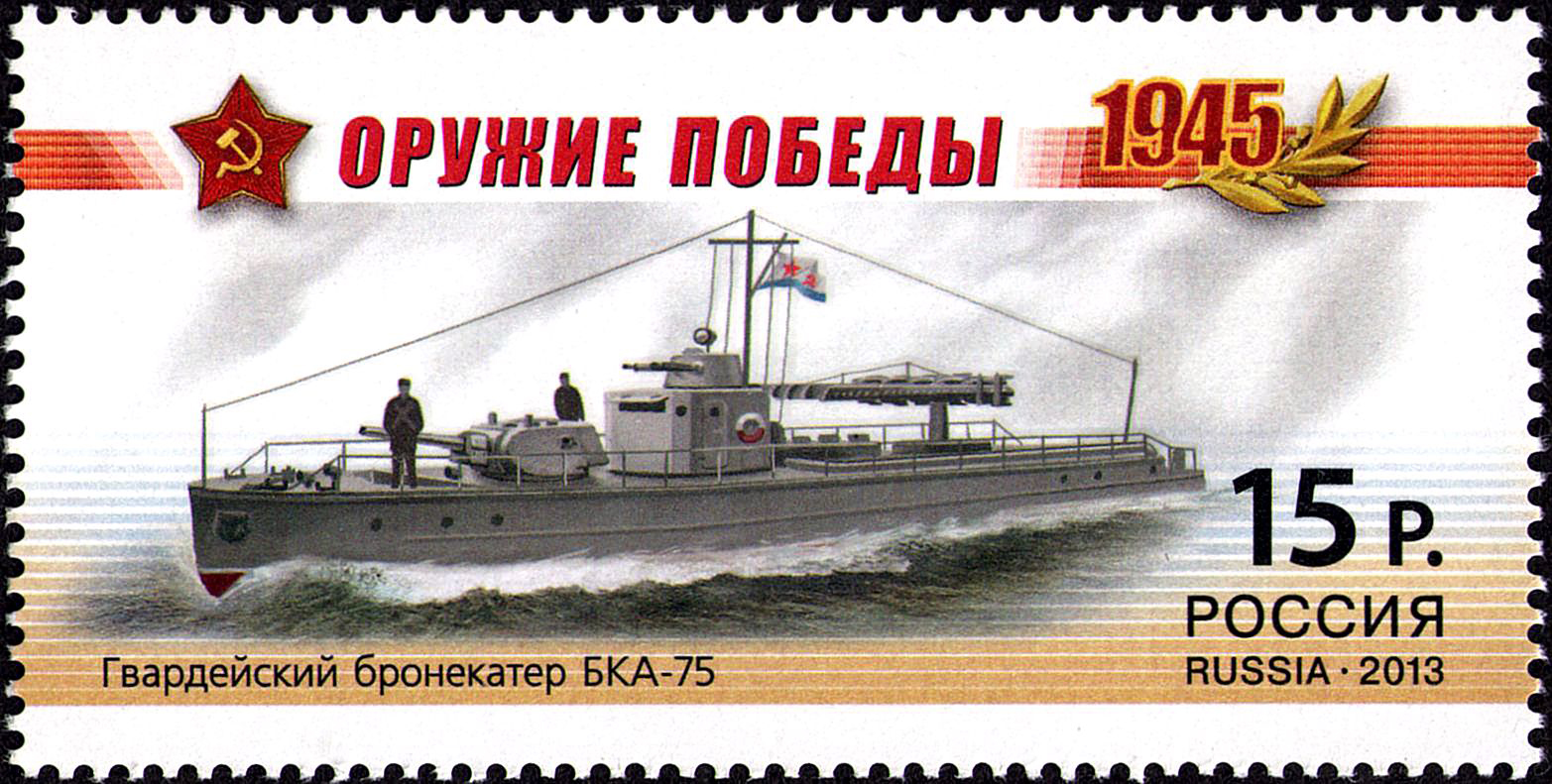
Марка с БКА проекта 1125 с РПУ

Артиллери́йский ка́тер (АКА) — надводный корабль малого водоизмещения, основным вооружением которого является ствольная или реактивная артиллерия (как правило, одна-две 37-мм — 88-мм универсальные артиллерийские установки и 12,7-мм — 14,5-мм пулемёты). 
Могут нести миномёты, РСЗО (например, АКА 1204 «Шмель»), бронекатера проекта 1124 (БКА пр. 1124), БКА пр. 1125; огнемёты («мониторы» США периода Вьетнамской войны). АКА предназначены для борьбы с катерами противника, поддержки сухопутных войск и решения других задач. Различают АКА на базе сторожевых (патрульных) катеров (СКА) и бронированные катера (БКА). По принципу движения бывают: водоизмещающие, глиссирующие, на подводных крыльях, на воздушной подушке. По виду двигателя подразделяются на моторные и газотурбинные.

## Катера с реактивной артиллерией
Катера, вооружённые неуправляемыми ракетами, считаются разновидностью не ракетных, а артиллерийских катеров, иногда выделяемых в тип именуемый Корабли поддержки десанта
В ходе Второй Мировой некоторые катера, поддерживающие десант, вооружались ракетными пусковыми установками [РПУ] (например, типа 8-М-8 и 13-М-16) для обстрела берега
- Бронекатера проекта 1124 - 12 с 16 132-мм РС на РПУ 13-М-16 и 1 76-мм пушкой[2]
- Бронекатера проекта 1125 - 7 с 8 82-мм РС на РПУ 8-М-8 и 1 76-мм пушкой[3]
- LCT(R) - 36 судов с 936 127-мм РС[4][4]
- LCT(R)-2 с 792 127-мм РС[5]
- LCT(R)-3 с 1080 127-мм РС[4]* LCT(R)

Впоследствии в советское время на основе катера на воздушной подушке «Кальмар», был создан катер «Касатка», вооружённый РСЗО.